# Champion System Pro Cycling Team
Champion System Pro Cycling Team (código UCI: CSS), foi um equipa ciclista profissional de categoria Profissional Continental. Patrocinado pela empresa de prendas desportivas Champion System, sua principal sede estava em Hong Kong (China), onde ademais se encontrava registado a equipa.

## História
A equipa foi criada em 2010 baixo licença Continental e para participar no UCI Asia Tour principalmente. Essa temporada, teve a sua sede principal na Suíça ainda que a equipa teve licença da Arménia. 
Desde a sua criação, o seu elenco tem contado com ciclistas de várias nacionalidades, suíços, austríacos, alemães, australianos, armenios, taiwaneses entre outros. Mas o mais destacado e reconhecido é o estónio Jaan Kirsipuu, quem soube competir em equipas como o Ag2r e disputou vários Tour de France.
Com o objectivo de dar a conhecer o ciclismo asiático na Europa e demonstrar o seu potencial, a equipa ascendeu de categoria para 2012, obtendo a Profissional Continental sendo a primeira equipa asiática que consegue tal lucro. Para isso participou de várias competições do calendário europeu. Também participou no calendário americano além do asiático. A nova categoria de dava acesso a ter uma wild card para as carreiras de máxima categoria, o UCI WorldTour, mas apenas foi convidada ao Tour de Pequim em 2012 e 2013.
A pobre actuação da equipa com só algumas vitórias em carreiras .2, e não participar em carreiras onde estava a elite do ciclismo, levaram à empresa Champion System a abandonar o projecto e a formação chinesa desaparece no final de 2013.

## Classificações UCI
A partir de 2005 a UCI instaurou os Circuitos Continentais da UCI, e desde a sua primeira participação em 2009-2010 tem estado nas classificações do UCI Asia Tour Ranking, UCI Europe Tour Ranking, UCI Oceania Tour Ranking e UCI America Tour Ranking. As posições da equipa e de seu melhor corredor têm sido estas:
| Temporada                | Classificação por equipas | Melhor corredor     | Posição |
| 2009-2010 (Asia Tour)    | 25.º                      | Jaan Kirsipuu       | 69.º    |
| 2009-2010 (Europa Tour)  | 78.º                      | Jaan Kirsipuu       | 207.º   |
| 2009-2010 (Oceania Tour) | 13.º                      | Jaan Kirsipuu       | 32.º    |
| 2010-2011 (Asia Tour)    | 25.º                      | Jaan Kirsipuu       | 71.º    |
| 2010-2011 (Europa Tour)  | 77.º                      | Jaan Kirsipuu       | 243.º   |
| 2010-2011 (America Tour) | 30.º                      | Matthias Friedemann | 171.º   |
| 2011-2012 (Asia Tour)    | 5.º                       | Cameron Wurf        | 10.º    |
| 2011-2012 (America Tour) | 30.º                      | Matthias Friedemann | 184.º   |
| 2011-2012 (Europe Tour)  | 83.º                      | Clinton Avery       | 272.º   |
| 2012-2013 (America Tour) | 17.º                      | Zachary Bell        | 61.º    |
| 2012-2013 (Asia Tour)    | 17.º                      | Muhamad Othman      | 37.º    |
| 2012-2013 (Europe Tour)  | 95.º                      | Matt Brammeier      | 345.º   |
| 2012-2013 (Oceania Tour) | 9.º                       | Clinton Avery       | 38.º    |

## Palmarés
Para anos anteriores, veja-se Palmarés da Champion System Pro Cycling Team

## Elenco
Para anos anteriores, veja-se Elencos da Champion System Pro Cycling Team